# Fleet (Dornoch Firth)
Der Fleet ist ein Fluss in der schottischen Council Area Highland beziehungsweise in der traditionellen Grafschaft Sutherland.

## Beschreibung
Der Fleet entspringt in den Highlands etwa 2,5 Kilometer östlich der Ortschaft Lairg. Auf den ersten zehn Kilometern fließt der Fleet vornehmlich in östlicher Richtung, um dann bei Rogart nach Südosten zu drehen. Nach etwa 22 Kilometern weitet sich der Fluss zum Loch Fleet. Jenseits des rund 3,5 Kilometer langen Sees fließt der Fleet 1,5 Kilometer nach Osten, um sich 4,5 Kilometer südlich von Golspie in den Dornoch Firth zu ergießen.
Francis Groome gibt die Quellhöhe des Fleet mit 750 Fuß (229 Meter) an. Anhand der Karte der Ordnance Survey lässt sich jedoch nachvollziehen, dass es sich diese Angabe auf einen von links einmündenden Bach handeln muss und der Fleet auf etwa 200 Metern Höhe entspringt. Entlang seines Laufs münden verschiedene Bäche in den Fleet. Zu den Hauptzuflüssen zählen der westlich von Rogart von links einmündende Lettie River und der oberhalb von Loch Fleet von rechts einmündende Carnaig.

## Umgebung
Der Verlauf der A839 folgt zwischen Quelle und Loch Fleet dem Lauf des Fleet, quert diesen jedoch nur einmal ein kurzes Stück abwärts der Quelle. Die Mündung in den Loch Fleet trennt ein in den 1810er Jahren nach einem Plan Thomas Telfords errichteter Damm, der an der Mound Bridge endet, den oberen Seeteil ab. Über diese Brücke führte einst die A9 sowie später die Dornoch Light Railway über den Fleet. Die A9 überspannt den Fluss heute auf einer modernen Brücke in wenigen Metern Entfernung. Die Mound Bridge ersetzte eine Fährverbindung bei Littleferry. Den Raum entlang der Mündung in den Loch Fleet säumt der Erlen- und Weidewald Mound Alderwoods, der sich durch Entwässerung infolge des Dammbaus entwickelte.

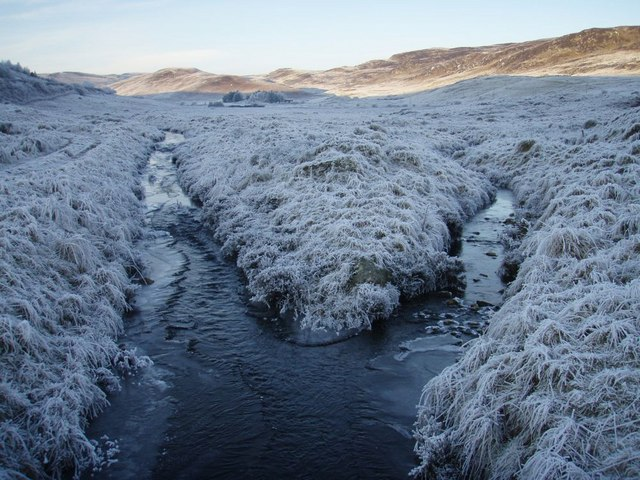
Mündung eines Bachs am Oberlauf des Fleet
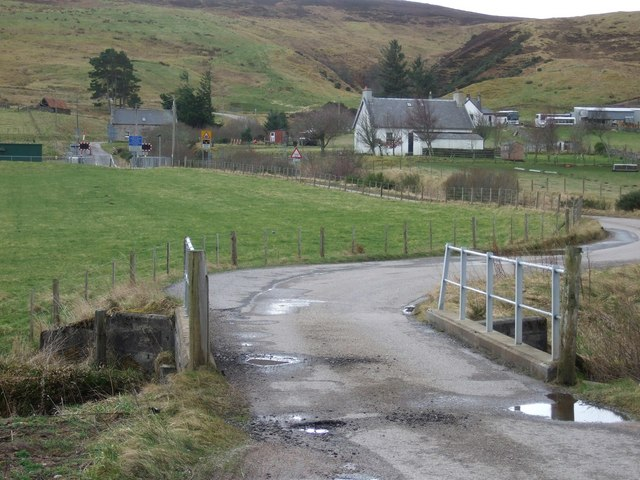
Brücke über den Fleet
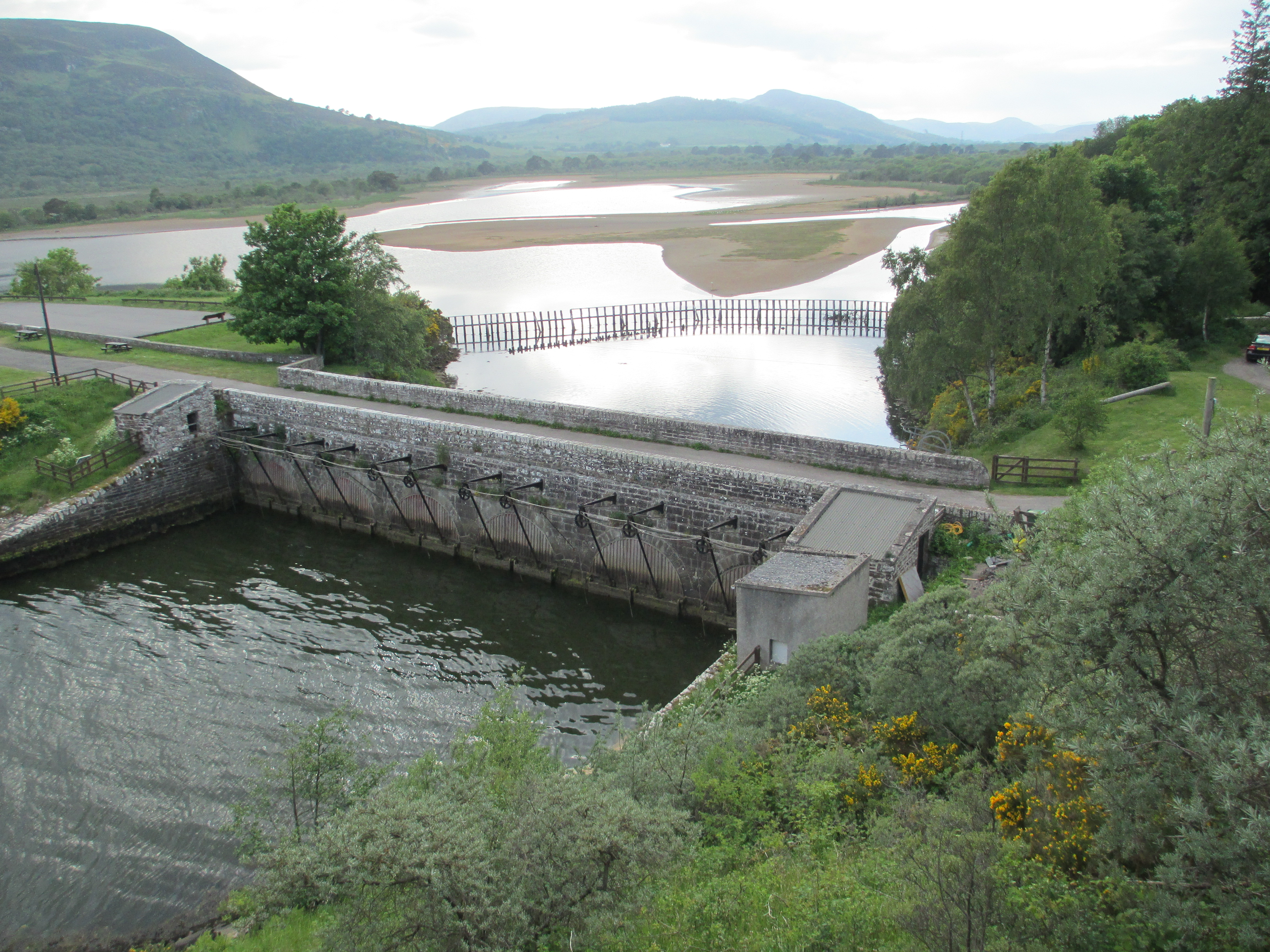
Oberer Loch Fleet mit der Mound Bridge